# کاروانسرای مخک ۱
کاروانسرای مخک ۱ مربوط به دوره قاجار است و در کیلومتر ۳۰ جاده جهرم به شیراز واقع شده و این اثر در تاریخ ۱۰ دی ۱۳۸۱ با شمارهٔ ثبت ۶۷۸۴ به‌عنوان یکی از آثار ملی ایران به ثبت رسیده است.